# إتي (كارديتسا)
إتي (Ιτέα) هي مدينة في كارديتسا في مقاطعة فوريا إلادا في اليونان.
يبلغ عدد سكانها حوالي 1104 نسمة.